# Дональд Огден Стюарт
Дональд Огден Стюарт (англ. Donald Ogden Stewart; 30 листопада 1894 — 2 серпня 1980) — американський письменник і сценарист.

## Біографія
Дональд Огден Стюарт народився у місті Колумбус, штат Огайо. Він закінчив Єльський університет в 1916 році, де став членом братства Дельта Каппа Епсилон. Під час Першої світової війни був у резерві військово-морських сил.
Після війни його друг зацікавив Дональда роботою в театрі, і в 1920 році він став драматургом на Бродвеї. Він дружив з Дороті Паркер, Робертом Бенчлі, Джорджем С. Кауфманом, Ернестом Хемінгуеєм.
Перед початком Другої світової війни, він став членом голлівудської Антинацистської ліги, і зізнався, що є членом Комуністичної партії США. В 1950 році його занесли в чорний список Червоної загрози, і через рік він і його дружина, письменниця Елла Вінтер, переїхали в Лондон.
Помер у Лондоні в 1980 році його вдова померла в тому ж році. Стюарт мав двох синів.

## Вибрана фільмографія
- 1926: Браун з Гарварду / Brown of Harvard
- 1930: Сміх / Laughter
- 1932: Ніжна посмішка / Smilin' Through
- 1933: По дорозі до Голлівуду / Going Hollywood
- 1935: Дами більше не потрібно / No More Ladies
- 1938: Марія-Антуанетта / Marie Antoinette
- 1939: Жінки / The Women
- 1940: Філадельфійська історія / The Philadelphia Story
- 1941: Обличчя жінки / A Woman's Face